# Tuyến Yongsan
Tuyến Yongsan (Tiếng Hàn: 용산선, Hanja: 龍山線) là nhánh đường sắt của Tuyến Gyeongui, hiện đang phục vụ trên Tuyến Gyeongui-Jungang. Nó nối Ga Yongsan đến Ga Gajwa trên tuyến Gyeongui. Tuyến này bị bỏ hoang vào năm 2005, nhưng mở cửa lại như một tuyến tàu điện ngầm dưới lòng đất vào năm từ Ga Gajwa đến Ga Gongdeok và vào năm 2014 từ Ga Gongdeok đến Ga Yongsan.

## Bản đồ tuyến
|  |  |  |

|  |  |  |  |  |  |  |

|  |  |  |  |  |  |  |

|  |  |  |  |  |  |  |

|  |  |  |  |  |  |  |

|  |  |  |  |  |  |  |

|  |  |  |  |  |  |  |

|  |  |  |  |  |  |  |

|  |  |  |  |  |  |  |

|  |  |  |  |  |  |  |

|  |  |  |  |  |  |  |

|  |  |  |  |  |  |  |

|  |  |  |  |  |  |  |

|  |  |  |  |  |  |  |

|  |  |  |  |  |  |  |

|  |  |  |  |  |  |  |

|  |  |  |  |  |

|  |  |  |  |  |  |  |

|  |  |  |

|  |  |  |  |  |  |  |

|  |  |  |  |  |  |  |

|  |  |  |  |  |  |  |

|  |  |  |  |  |  |  |

|  |  |  |  |  |  |  |

|  |  |  |  |  |  |  |

|  |  |  |  |  |  |  |

|  |  |  |  |  |  |  |

|  |  |  |  |  |  |  |

|  |  |  |  |  |  |  |

|  |  |  |  |  |  |  |

|  |  |  |  |  |  |  |

|  |  |  |  |  |  |  |

|  |  |  |  |  |  |  |

|  |  |  |  |  |  |  |

|  |  |  |  |  |

|  |  |  |  |  |  |  |

## Ga
| Số ga                                           | Tên ga             | Tên ga     | Tên ga   | ● Tuyến Gyeongui–Jungang | Chuyển tuyến                         | Khoảng cách (km) | Tổng khoảng cách (km) | Vị trí | Vị trí       |
| Số ga                                           | Tiếng Anh          | Hangul     | Hanja    | Munsan Tốc hành          | Chuyển tuyến                         | Khoảng cách (km) | Tổng khoảng cách (km) | Vị trí | Vị trí       |
| ----------------------------------------------- | ------------------ | ---------- | -------- | ------------------------ | ------------------------------------ | ---------------- | --------------------- | ------ | ------------ |
| ↑ Tuyến Gyeongwon Hướng đi ga Ichon             |                    |            |          |                          |                                      |                  |                       |        |              |
| K110                                            | Yongsan            | 용산       | 龍山     | ●                        | (135) Tuyến Gyeongbu Tuyến Gyeongwon | 0.0              | 0.0                   | Seoul  | Yongsan-gu   |
| K311                                            | Công viên Hyochang | 효창공원앞 | 孝昌     | ｜                       | (627)                                | 1.5              | 1.5                   | Seoul  | Yongsan-gu   |
| K312                                            | Gongdeok           | 공덕       | 孔德     | ●                        | (529) (626) (A02)                    | 1.0              | 2.5                   | Seoul  | Mapo-gu      |
| K313                                            | Đại học Sogang     | 서강대     | 西江大   | ｜                       |                                      | 1.9              | 4.4                   | Seoul  | Mapo-gu      |
| K314                                            | Đại học Hongik     | 홍대입구   | 弘大入口 | ●                        | (239) (A03)                          | 0.9              | 5.3                   | Seoul  | Mapo-gu      |
| K315                                            | Gajwa              | 가좌       | 加佐     | ▲                        | (Hướng đi Seoul)                     | 1.7              | 7.0                   | Seoul  | Seodaemun-gu |
| ↓ Tuyến Gyeongui Hướng đi ga Digital Media City |                    |            |          |                          |                                      |                  |                       |        |              |

### Năm 2009
Sau đây là từ năm 2009, trước khi khai trương Tuyến Gyeongui Jungang của Tàu điện ngầm vùng thủ đô Seoul. Các phương pháp La tinh hóa được thực hiện theo phương pháp tại thời điểm bãi bỏ nhà ga.
| Tên ga           | Tên ga | Tên ga | Khoảng cách | Tổng khoảng cách | Chuyển tuyến                                       | Vị trí | Vị trí       | Ghi chú                         |
| Tiếng Anh        | Hangul | Hanja  | Khoảng cách | Tổng khoảng cách | Chuyển tuyến                                       | Vị trí | Vị trí       | Ghi chú                         |
| ---------------- | ------ | ------ | ----------- | ---------------- | -------------------------------------------------- | ------ | ------------ | ------------------------------- |
| Yongsan (Ryūsan) | 용산   | 龍山   | 0.0         | 0.0              | Tuyến Gyeongbu Tuyến Gyeongwon (135) Tuyến Jungang | Seoul  | Yongsan-gu   |                                 |
| Yayoichō         | 미생정 | 彌生町 | (0.6)       | (1.8)            |                                                    | Seoul  | Yongsan-gu   | Bãi bỏ ngày 31 tháng 3 năm 1944 |
| Hyochang (Kōshō) | 효창   | 孝昌   | 1.8         | 1.8              |                                                    | Seoul  | Yongsan-gu   |                                 |
| Kōtokuri         | 공덕리 | 孔德里 | (0.6)       | (2.4)            |                                                    | Seoul  | Mapo-gu      | Bãi bỏ ngày 31 tháng 3 năm 1944 |
| Dongmag (Tōmaku) | 동막   | 東幕   | (0.8)       | (3.2)            |                                                    | Seoul  | Mapo-gu      | Bãi bỏ ngày 1 tháng 5 năm 1972  |
| Seogang (Seikō)  | 서강   | 西江   | 2.6         | 4.4              |                                                    | Seoul  | Mapo-gu      |                                 |
| Gajwa (Kasa)     | 가좌   | 加佐   | 2.6         | 7.0              | Tuyến Gyeongui                                     | Seoul  | Seodaemun-gu |                                 |

### Tuyến nhánh Seogang ~ Sinchon
Còn được gọi là Tuyến kết nối Sinchon, nó được thành lập vào ngày 15 tháng 12 năm 1930 và bị bãi bỏ vào ngày 1 tháng 4 năm 1960. Các phương pháp La tinh hóa được thực hiện theo phương pháp tại thời điểm bãi bỏ nhà ga.
| Tên ga            | Tên ga | Tên ga | Khoảng cách | Tổng khoảng cách | Chuyển tuyến                       | Vị trí | Vị trí       | Ghi chú                          |
| Tiếng Anh         | Hangul | Hanja  | Khoảng cách | Tổng khoảng cách | Chuyển tuyến                       | Vị trí | Vị trí       | Ghi chú                          |
| ----------------- | ------ | ------ | ----------- | ---------------- | ---------------------------------- | ------ | ------------ | -------------------------------- |
| Seogang (Seikō)   | 서강   | 西江   | -           | 4.3              | Tuyến Yongsan (Yongsan ~ Danginri) | Seoul  | Mapo-gu      |                                  |
| Enki              | 연희   | 延禧   | (1.0)       | (5.3)            |                                    | Seoul  | Seodaemun-gu | Bãi bỏ ngày 31 tháng 10 năm 1939 |
| Sinchon (Shinson) | 신촌   | 新村   | 1.6         | 5.9              | Tuyến Gyeongui                     | Seoul  | Seodaemun-gu |                                  |

### Các ga bị bãi bỏ
- Ga Misaengjeong: Cách Yongsan 1,8 km
- Ga Gongdeok-ri: Cách Yongsan 2,4 km
- Ga Dongmak: Cách Yongsan 3,2 km